# Black roses (álbum de The Rasmus)
Black Roses es el cuarto álbum de estudio de la banda finlandesa de rock alternativo The Rasmus. Fue lanzado el 24 de septiembre de 2008 en los países nórdicos, el 26 del mismo mes en Alemania y tres días después en el Reino Unido.
El álbum desplazó inmediatamente a Death Magnetic, último material discográfico de Metallica, del número uno en el Finnish Album Charts y consiguió el disco de oro en sólo una semana.

## Información del álbum
La banda descansó en Helsinki durante el invierno de 2006 y también escribió canciones para el próximo álbum. Se habían reunido con el productor Desmond Child en un concierto en República Dominicana el 3 de noviembre. El guitarrista Pauli Rantasalmi dijo que The Rasmus había escrito alrededor de treinta canciones de las cuales once fueron incluidas en el álbum. The Rasmus comenzó a grabar el nuevo álbum en los estudios Dinasty en Helsinki, Finlandia el 17 de septiembre del 2007 y al final del año viajaron a Nashville para continuar la grabación.
Aunque Desmond Child fue el principal productor del disco, fue ayudado por Harry Sommerdahl.
El álbum fue originalmente planeado para ser lanzado en marzo, pero se retrasó debido a las nuevas canciones que la banda todavía deseaba grabar, entre ellos "Livin' In A World Without You".
además algunos de los fanes llegaron a considerar al álbum un poco más metal melódico en algunos sonidos.

## Sencillos
El primer sencillo, Livin' In A World Without You, fue lanzado el 10 de septiembre de 2008, pero ya se escuchaba en las estaciones de radio en julio. El video musical se vio por primera vez en agosto. La canción fue presentada en vivo el 5 de julio en NRJ en el Parque de Berlín, junto con una otra nueva canción, Ten Black Roses. 
El segundo sencillo, Justify, iba a ser publicado el 19 de enero de 2009, pero se retrasó y salió a la venta el 2 de febrero. 
El tercer sencillo es "Your Forgiveness", que fue lanzado en verano de 2009.

## Tour
The Rasmus tocó las canciones por primera vez en un concierto en Berlín el 5 de julio de 2008. El grupo comenzó promocionando el álbum con conciertos acústicos en la radio RS2 SAW y en Alemania entre el 26 y el 27 de agosto. La gira mundial Black Roses comenzó en enero de 2009 en Europa. En Finlandia tocaron una serie de conciertos llamada Dinasty Tour en octubre de 2008, junto con Von Hertzen Brothers y Mariko comenzando en Seinäjoki y finalizando en Helsinki. La gira mundial visitó hasta la fecha más de veinticuatro países, mientras que algunos conciertos en Latinoamérica fueron cancelados debido al grave brote de gripe porcina.
En el Auditorio Nacional de la Ciudad de México fue cancelado el concierto previsto para el viernes 24 de abril de 2009. "Lamentamos mucho el tener que cancelar el show de la ciudad de México, en el Auditorio Nacional después del brote de influeza porcina", se disculpó Eero Heinonen, bajista de The Rasmus en la página oficial de la banda y concluyó diciendo: "También esperamos poder hacer otro show en la ciudad de México más adelante". 
Entre el 14 y el 28 de junio de 2009 la banda tocó junto a Alice Cooper y Scorpions en una breve gira por Rusia en el estadio Monsters of Rock. En los meses del verano de 2009 la banda tocó en varios festivales.

## Lista de canciones
1. Livin' In A World Without You (3:50)
2. Ten Black Roses (3:54)
3. Ghost Of Love (3:17)
4. "Justify (4:26)
5. Your Forgiveness (3:55)
6. Run To You (4:11)
7. You Got It Wrong (3:17)
8. Lost And Lonely (4:46)
9. The Fight (3:45)
10. Dangerous Kind (3:46)
11. Live Forever (3:20)

## Posicionamiento
| Listas (2008)                    | Posición         |
| -------------------------------- | ---------------- |
| Finland Albums Chart             | 1                |
| Austrian Albums Chart            | 22               |
| Greek International Albums Chart | 7                |
| Greek Overall Albums Chart       | 26               |
| Dutch Albums Chart               | 51               |
| German Albums Chart              | 13               |
| Italy Albums Chart               | 46               |
| Spain Albums Chart               | 58               |
| Sweden Albums Chart              | 32               |
| Swiss Albums Chart               | 22               |
| UK Rock Albums                   | 13               |
| México                           | 7                |
| Czech Republic                   | 12               |
| Argentina                        | align="center" 1 |
| Uruguay                          | align="center" 1 |